# Äventyret med grodan
Äventyret med grodan är en bok av Maj Bylock från 1969. Det var hennes skönlitterära debut, tidigare hade hon dock skrivit läroböcker. Hon vann Bonniers tävling med denna bok.